# Фортьюн, Андре
Андре «Дре» Фортьюн-второй (англ. Andre "Dre" Fortune II; род. 3 июля 1996, Роли, Северная Каролина, США) — тринидадский и американский футболист, полузащитник эстонского клуба «Нымме Калью» и сборной Тринидада и Тобаго.

## Клубная карьера
В 2011 году тренировался в академиях европейских клубов, таких как — «Манчестер Сити», «Лестер Сити», «Норвич Сити» и «Барселона».
В июне 2015 года проходил просмотр в клубе MLS «Нью-Йорк Ред Буллз».
Свой первый профессиональный контракт подписал в 2016 году с клубом USL «Рочестер Райнос».
17 марта 2017 года присоединился к клубу Североамериканской футбольной лиги «Норт Каролина», в чьей академии ранее тренировался. 8 июня 2019 года в матче против «Тампа-Бэй Раудис» оформил дубль, за что был назван игроком недели в Чемпионшипе ЮСЛ. 17 августа 2019 года в матче против «Питтсбург Риверхаундс» снова забил два мяча, и во второй раз был назван игроком недели в лиге. По итогам сезона 2020 был признан лучшим игроком атакующего плана и самым ценным игроком «Норт Каролины».
11 мая 2021 года подписал контракт с клубом «Мемфис 901».

## Карьера в сборной
На юношеском уровне Фортьюн играл за США, однако затем он выбрал сборную Тринидада и Тобаго. Из этой страны были родом его родители. За главную национальную команду он дебютировал 14 октября 2019 года в товарищеском матче против Венесуэлы, в котором тринидадцы потерпели поражение со счётом 0:2. В игре он на 74-й минуте вышел на замену вместо Маркуса Джозефа.

## Семья
Младший брат Андре — Аджани Фортьюн (род. 2002), также является футболистом.